# Maman si tu m'voyais
Albums de Diane Dufresne
Diane
(1992) Les Inoubliables
(1998)

Maman si tu m'voyais est une double compilation de la chanteuse québécoise Diane Dufresne. Parue en 1993, elle est composée de l'intégralité des albums, Maman, si tu m'voyais... tu s'rais fière de ta fille !, Strip Tease et de 9 titres extraits de J’me sens ben - Enregistrement public à l’Olympia.

## ÉditionCD

### Titres CD 1
| No  | Titre                                                    | Paroles                       | Musique                         | Durée |
| --- | -------------------------------------------------------- | ----------------------------- | ------------------------------- | ----- |
| 1.  | Vingtième étage                                          | Luc Plamondon                 | François Cousineau              | 4:58  |
| 2.  | La main de Dieu                                          | Luc Plamondon                 | François Cousineau              | 6:36  |
| 3.  | Les femmes d'aujourd'hui                                 | Luc Plamondon                 | François Cousineau              | 3:11  |
| 4.  | Laissez passer les clowns                                | Luc Plamondon                 | François Cousineau              | 6:52  |
| 5.  | Hollywood freak                                          | Diane Dufresne, Luc Plamondon | François Cousineau              | 3:35  |
| 6.  | Ma vie c'est ma vie                                      | Luc Plamondon                 | François Cousineau              | 4:28  |
| 7.  | Duodadieu                                                | Luc Plamondon                 | François Cousineau, Serge Fiori | 7:21  |
| 8.  | La vérité                                                | Maxime Le Forestier           | François Cousineau              | 6:21  |
| 9.  | J'ai besoin d'un chum (en concert)                       | Luc Plamondon                 | François Cousineau              | 3:36  |
| 10. | Les hauts et les bas d'une hôtesse de l'air (en concert) | Luc Plamondon                 | François Cousineau              | 6:23  |
| 11. | Partir pour Acapulco (en concert)                        | Luc Plamondon                 | François Cousineau              | 5:49  |
| 12. | Chanson pour Elvis (en concert)                          | Luc Plamondon                 | François Cousineau              | 4:11  |
| 13. | Love me tender (en concert)                              | Elvis Presley                 | Vera Matson                     | 3:41  |

### Titres CD 2
| No  | Titre                                  | Paroles                       | Musique              | Durée |
| --- | -------------------------------------- | ----------------------------- | -------------------- | ----- |
| 1.  | Actualités (en concert)                | Luc Plamondon                 | François Cousineau   | 5:23  |
| 2.  | Laissez passer les clowns (en concert) | Luc Plamondon                 | François Cousineau   | 7:20  |
| 3.  | Hollywood Freak (en concert)           | Diane Dufresne, Luc Plamondon | François Cousineau   | 4:19  |
| 4.  | Mon p'tit boogie boogie (en concert)   | Luc Plamondon                 | François Cousineau   | 2:46  |
| 5.  | Alys en cinémascope                    | Luc Plamondon                 | Germain Gauthier     | 4:24  |
| 6.  | J'ai douze ans                         | Luc Plamondon                 | Germain Gauthier     | 4:07  |
| 7.  | Une fille funky                        | Luc Plamondon                 | Germain Gauthier     | 4:52  |
| 8.  | Cinq à sept                            | Luc Plamondon                 | Germain Gauthier     | 5:06  |
| 9.  | Strip tease                            | Luc Plamondon                 | Germain Gauthier     | 4:35  |
| 10. | Week end sur la Lune                   | Luc Plamondon                 | Germain Gauthier     | 6:13  |
| 11. | Le Parc Belmont                        | Luc Plamondon                 | Christian Saint-Roch | 6:17  |
| 12. | Fellini                                | Luc Plamondon                 | Christian Saint-Roch | 4:55  |
| 13. | Hymne à la beauté du monde             | Luc Plamondon                 | Christian Saint-Roch | 2:18  |

## Crédits
- Musiciens : Multiples
- Photos : X
- Réalisation : Amérylis Inc, François Cousineau, Ian Terry, Luc Plamondon
- Label discographique : Barclay